# The Jean Genie
«The Jean Genie» es una canción escrita por el músico británico David Bowie, originalmente publicada como el sencillo principal del álbum Aladdin Sane. De acuerdo con Bowie, fue "un smörgåsbord de una América imaginada", con un protagonista inspirado en Iggy Pop, y el título siendo una alusión al autor Jean Genet. Una de las canciones más famosas de Bowie, fue promocionada con un videoclip presentando a Cyrinda Foxe, asociada del artista Andy Warhol, y alcanzó el número 2 en las listas de sencillos británicas.

## Grabación y producción
De acuerdo al autor Nicholas Pegg, «The Jean Genie» se originó como una interpretación espontánea, en ese punto, titulada «Bussin'», en el autobús de la gira entre los primeros 2 conciertos en Cleveland y Memphis, cuando Mick Ronson comenzó a tocar una melodía inspirada en Bo Diddley en su nueva guitarra, Gibson Les Paul. Posteriormente, se convirtió en la primera canción compuesta para el álbum Aladdin Sane, en otoño de 1972 durante la gira por Norteamérica, completando la canción en New York City, donde pasó tiempo con una socia del artista Andy Warhol, Cyrinda Foxe. Bowie describió la canción como "un smörgåsbord de una América imaginada" y "mi primera canción en Nueva York". La grabación tomó lugar en los estudios RCA de Nueva York el 6 de octubre de 1972. La mezcla ocurrió la semana siguiente en RCA Studio B en Nashville, Tennessee.

## Música y letra
La melodía de la canción es a veces comparado a the Yardbirds, especialmente al cover de Bo Diddley, «I'm a Man», pero fue probablemente inspirada a la canción de Jacques Dutronc, «La Fille du Père Noël», mientras que la letra ha sido comparada a la "sordidez estilizada" de Velvet Underground. El tema se inspira en parte al amigo de Bowie, Iggy Pop o, en palabras de Bowie "un personaje similar a Iggy... en realidad no era Iggy". El verso "He's so simple minded, he can't drive his module" le dio nombre a la banda Simple Minds.
El título de la canción se ha visto como una alusión al autor Jean Genet. Bowie fue citado diciendo que esto era "subconsciente... pero probablemente está ahí, si".

## Video musical
Mick Ronson dirigió un videoclip para promocionar la canción, en octubre de 1972 en San Francisco, mezclando imágenes de estudio y concierto de Bowie interpretando con the Spiders From Mars, junto con fotos del cantante posando en el Mars Hotel con Cyrinda Foxe. Bowie quería que el video mostrase a "Ziggy como una especie de rata callejera de Hollywood" con una "consorte al estilo de Marilyn". Esto llevó al casting de Foxe, y ella voló desde New York hasta San Francisco, especialmente para la filmación.

## Lanzamiento y recepción
«The Jean Genie» fue publicado el 24 de noviembre de 1972 por RCA Records (como RCA 2302) como el sencillo principal del álbum de 1973, Aladdin Sane, con la canción de 1972, «Ziggy Stardust» como lado B. En el álbum, aparece como la novena y penúltima canción del álbum. Estuvo 13 semanas en las listas de sencillos británicas, alcanzando el número 2, siendo el sencillo más exitoso de Bowie hasta la fecha; se mantuvo fuera del primer lugar por «Long Haired Lover from Liverpool» de Jimmy Osmond. En los Estados Unidos, alcanzó el número 71 en el Billboard Hot 100.

## Versiones en vivo
- Una versión grabada en el Hammersmith Odeon en Londres, el 3 de julio de 1973 fue publicada en Ziggy Stardust: The Motion Picture en 1983.[20]
- Otra versión en vivo grabada en el Santa Monica Civic Auditorium el 20 de octubre de 1972 fue publicado en Santa Monica '72 y Live Santa Monica '72.[21]
- Una presentación grabada en el Tower Theater, Pensilvania como parte de la gira de Diamond Dogs, fue publicada en David Live.[22]
- Una versión grabada en el Universal Amphitheatre, California, durante la gira de Diamond Dogs el 5 de septiembre de 1974 fue incluida en Cracked Actor (Live Los Angeles '74).[23]
- Una interpretación en vivo durante la tercera etapa de la gira, grabada en octubre de 1974, fue publicada en 2020, en I'm Only Dancing (The Soul Tour 74).[24]
- Una versión grabada en el Coliseo Nassau, Uniondale durante la gira de Isolar el 23 de marzo de 1976 fue incluida en Rarestonebowie, y en Live Nassau Coliseum '76.[25]
- Actuaciones de la gira The Stage han sido publicadas en Stage (1978) y Welcome to the Blackout (Live London '78) (2018).[26][27]
- Una versión en vivo, interpretada el 30 de agosto de 1987 en el Montreal Forum en Canadá, aparece en el álbum Glass Spider (Live Montreal ’87).[28]
- Una versión en vivo grabada por Bowie a mediados de 1997, durante la gira de Earthling, fue publicada en Look at the Moon! (Live Phoenix Festival 97).[29]

## Otros lanzamientos
- La canción fue publicada como sencillo junto con «Ziggy Stardust» el 24 de noviembre de 1972.[18]
- La canción ha aparecido en numerosos álbumes compilatorios de David Bowie:
  - Changesonebowie (1976)
  - The Best of Bowie (1980)
  - Changesbowie (1990)
  - The Singles Collection (1993)
  - The Best of David Bowie 1974/1979 (1997)
  - Best of Bowie (2002)
  - The Platinum Collection (2006)
  - Nothing has changed. (2014)
  - Bowie Legacy (2016)
- La canción aparece en la banda sonora de la película de 2007, Control.[30]
- Fue publicada como un disco ilustrado en la caja recopilatoria Life Time.[31]

## Lista de canciones
Todas las canciones escritas por David Bowie.
1. «The Jean Genie» – 4:06
2. «Ziggy Stardust» – 3:14

La versión estadounidense del sencillo tiene «Hang On to Yourself» como lado B.

## Créditos
Créditos adaptados desde las notas del álbum.
- David Bowie – voz principal, guitarra rítmica, armónica
- Mick Ronson – guitarra eléctrica, coros
- Trevor Bolder – bajo eléctrico
- Mick Woodmansey – batería, pandereta, maracas

## Posicionamiento
| Gráficas (1972–73)                    | Pico de posición |
| ------------------------------------- | ---------------- |
| Australia (Kent Music Report)         | 18               |
| Bélgica (Valonia) (Ultratop 50)       | 7                |
| Irlanda (Irish Singles Chart)         | 3                |
| Países Bajos (Dutch Top 40)           | 7                |
| Países Bajos (Mega Single Top 100)    | 5                |
| España (Spanish Singles Chart)        | 8                |
| Reino Unido (Official Charts Company) | 2                |
| UK (Melody Maker)                     | 1                |
| UK (NME)                              | 1                |
| Francia (SNEP)                        | 22               |
| Canadá (RPM Top Singles)              | 75               |
| Estados Unidos (Billboard Hot 100)    | 71               |